# (36865) 2000 SQ146
2000 SQ146 (asteroide 36865) é um asteroide da cintura principal. Possui uma excentricidade de 0.18608810 e uma inclinação de 5.92038º.
Este asteroide foi descoberto no dia 24 de setembro de 2000 por LINEAR em Socorro.